# Serghine
Serghine (în arabă سرغين) este o comună din provincia Tiaret, Algeria.
Populația comunei este de 5.316 locuitori (2008).